# Charlotta Ringqvist
Maria Charlotta Ringqvist, född 13 januari 1800 i Stockholm, död 11 mars 1883 i Stockholm, var en svensk skolföreståndare och tecknare.
Hon var dotter till läderhandlaren Laurentius Ringqvist och Ulrica Elisabeth Dandanelle. Ringqvist förestod en flickpension på Regeringsgatan 24 i Stockholm i mitten av 1800-talet. Hon utgav 1841 läroboken Kort sammandrag ur svenska historien, till utanläsning. Jemte chronologiskt ordnade teckningar öfver dess märkeligaste tilldragelser. Boken illustrerades med rebusartade teckningar som var utförda av Ringqvist. Vid sin död efterlämnade hon ett stort antal grafiska blad och vyer som hon utfört under årens lopp. Ringqvist är begravd på Norra begravningsplatsen utanför Stockholm.